# Caseggiato dei Molini
Il Caseggiato dei Molini, o Molino del Silvano, (I, III, 1)  è un edificio che si trova nella Regio I della città romana di Ostia.

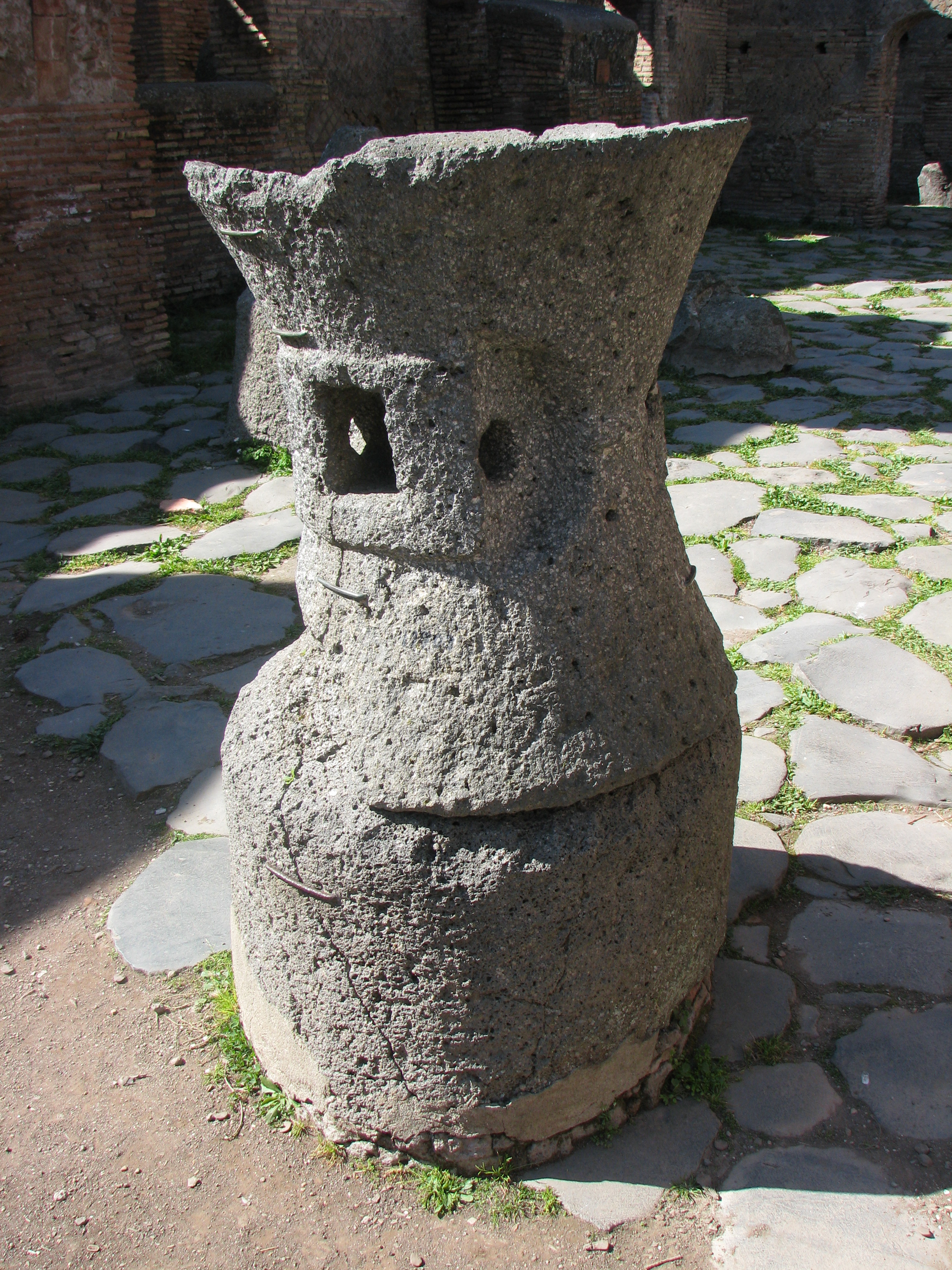
Mulino a pietra per la farina

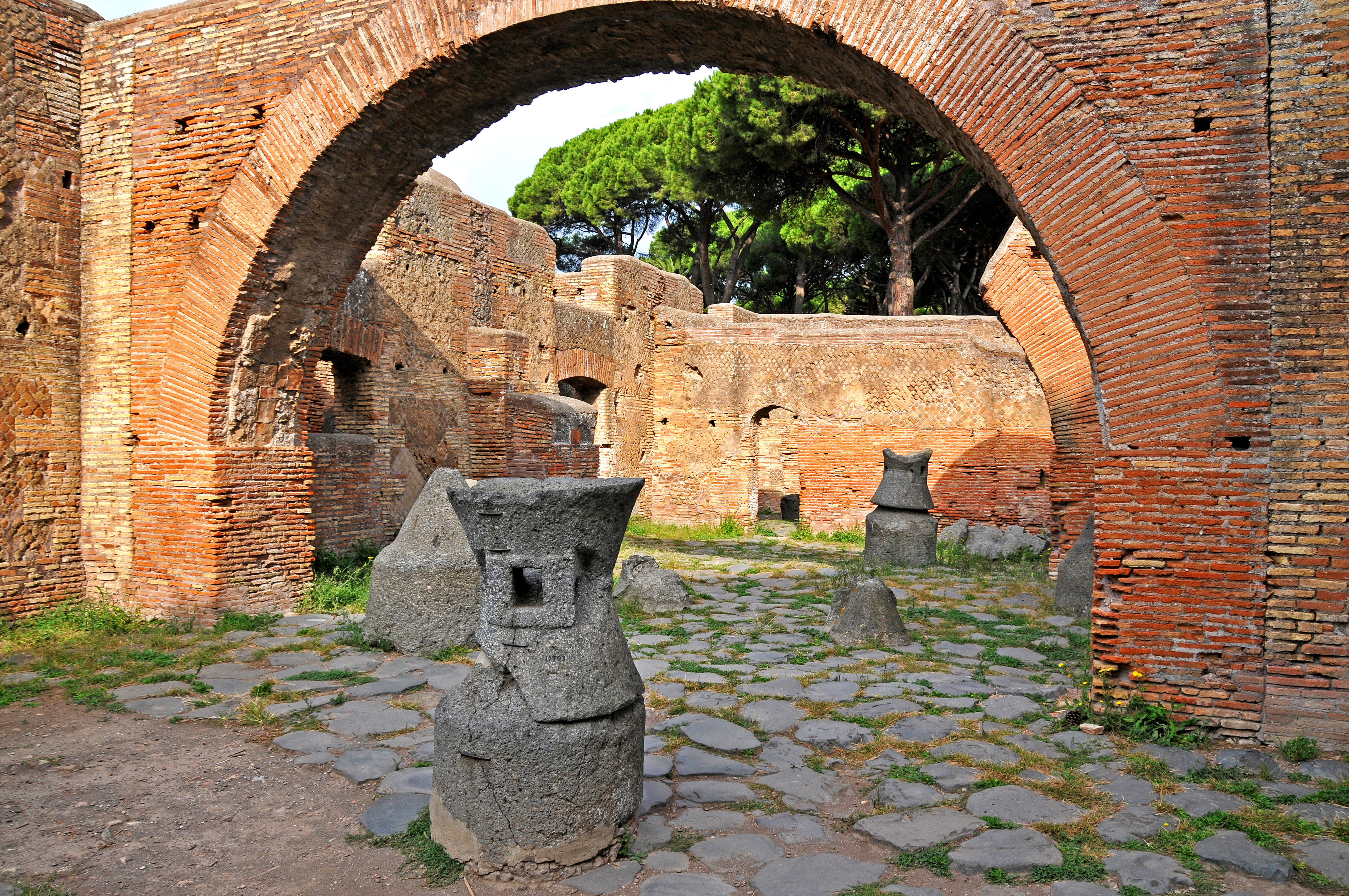
Cortile interno con le mole

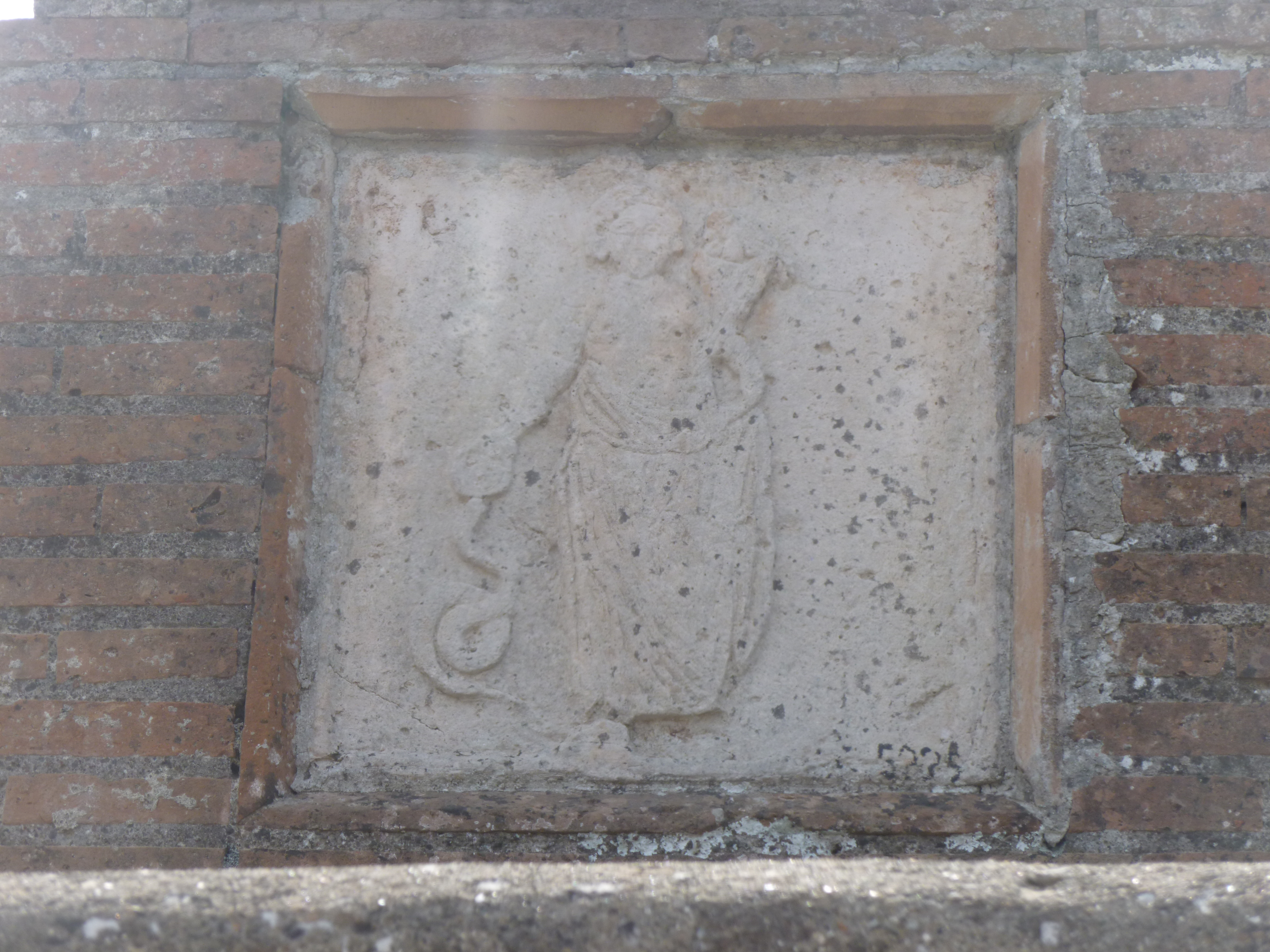
Rilievo con una divinità, che reca un serpente e una cornucopia

## Descrizione
Il caseggiato confina a sud con la via di Diana , ad ovest con il caseggiato di Diana (I,III,3-4), a nord con un caseggiato (I,III,6 ) non ancora indagato e ad est con la via dei Molini che lo separata dai Grandi Horrea (II,IX,7).
L'edificio era uno dei due maggiori panifici della città, destinato alla produzione e vendita del pane, funzionalmente legato al vicino grande magazzino (II,IX,7) per il deposito del pane, al quale originariamente era anche fisicamente colelgato da due grandi arcate.
L'edificio è di età adrianea, costruito in opera mista, con trasformazioni in età antonina in laterizio, e ricostruzione in età severiana, sempre in laterizio. Il caseggiato fu distrutto da un incendio nel terzo quarto del III secolo, che fece crollare i piani superiori, sigillando tra i detriti una serie di oggetti, tra cui una ventina di bronzetti.
Il caseggiato si compone di un cortile interno e una serie di negozi sull'omonima via; sono presenti due scale indipendenti da via dei Molini, che conducevano ai piani superiori, per i quali fu necessario inserire archi di rinforzo. Venne quindi installato al piano terra un molino, ambiente per la macinazione del frumento, con un forno per il pane, che presenta numerose macine in ambienti pavimentati con basoli. 
Il molino occupò con vasche necessarie all'attività la via che lo divideva dal caseggiato di Diana. L'approvvigionamento di frumento avveniva probabilmente dai Grandi Horrea, tramite arcate sopra via dei Molini. 
Affisse alle mura del caseggiato si conservano due tebelle fittili, lastre o tavolette di terracotta utilizzate dai romani per vari scopi, decorativi, commemorativi o pratici; una raffigura attrezzi da lavoro, il che ha fatto ipotizzare che almeno alcuni locali fossero destinati ad attività di carpenteria, ed un'altra raffigurante una divinità che reca un serpente e una cornucopia.